# Viveiro

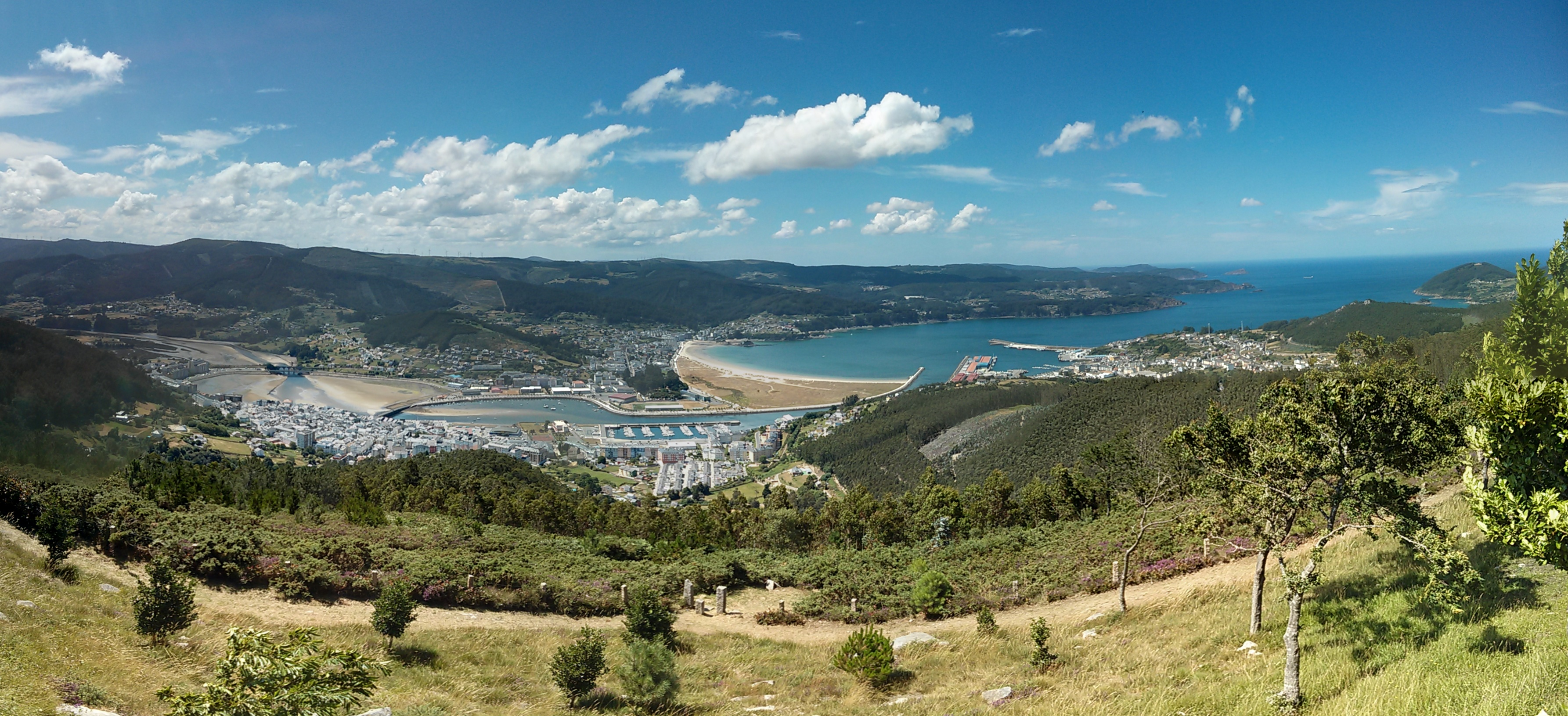
Vy mot Viveiro.

Viveiro (galiciskt uttal: [biˈβejɾʊ], spanska: Vivero) är en stad och kommun i provinsen Lugo i den autonoma regionen Galicien i nordvästra Spanien. Staden ligger vid floden Landro, cirka 72,5 kilometer norr om Lugo. Kommunen har 15 217 invånare (2024), på en yta av 109,34 km².
Flera dokument och arkeologiska fynd från den romerska samt den svebiska tiden berättar om samhällen i regionen där Viveiro idag ligger. En större betydelse och stadsliknande karaktär fick orten antagligen under 1100- eller 1200-talet. Staden dominerades under den följande tiden av olika adelsfamiljer som byggde stora hus i orten. Flera av stadens kyrkor är uppförd i den romanska stilen.
Av stadens medeltida ringmur är rester samt tre portar bevarade. Av dessa är Porta de Carlos V mest betydande på grund av att den pryds av stadens vapensköld. Ringmuren skyddade staden under 1600-talet mot flera piratangrepp. I kommunen förekommer en skog med eukalyptusträd som antas vara den äldsta av sitt slag i Europa.
Tre större grottor ligger i kommunen och i en av dessa fanns fram till 1738 en kyrka. Grottorna är allmänt svårtillgängliga. I kommunen rinner 51 mindre vattendrag.